# Rec de Sant Llorenç
El Rec de Sant Llorenç és un pont de Canet d'Adri (Gironès) que forma part de l'Inventari del Patrimoni Arquitectònic de Catalunya.

## Descripció
Pont sobre el rec de Sant Llorenç fet a partir de carreus de pedra irregulars i amb una obertura en arc de mig punt per on passaria l'aigua. La part inferior està coberta per vegetació, mentre que la part superior està asfaltada i hi passa la Crta. d'Adri a Collsacarrera. El camí està protegit per una barana metàl·lica amb petites reixes. Sobre un dels murs del pont hi penja una canonada.